# Brandon Jordan
Brandon Jordan (New Orleans, ...) è un ex giocatore di football americano e allenatore di football americano statunitense, che ha giocato come defensive lineman.
Dopo aver giocato per due diverse squadre universitarie statunitensi si trasferisce prima ai Bergen Storm e in seguito ai Flash de La Courneuve. A partire dal 2012 avvia una carriera da allenatore.

## Palmarès
- 1 Mondiale (2011)